# Filatoio ad alette

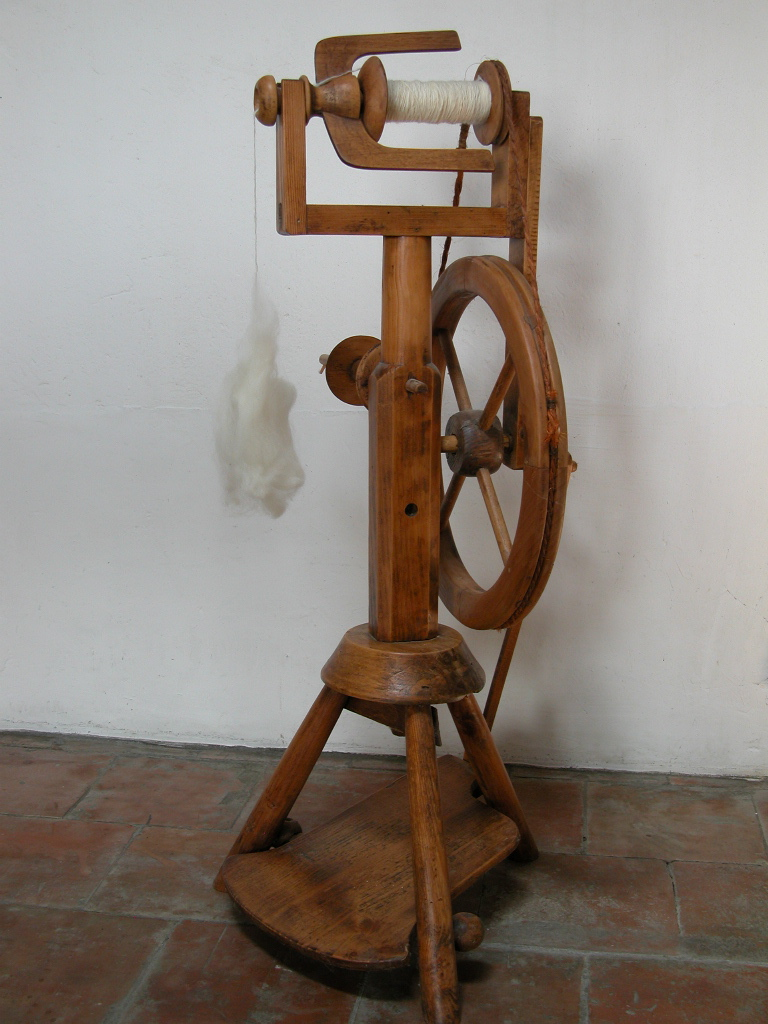
Filatoio ad alette italiano: il dispositivo di filatura è posto sopra la girella

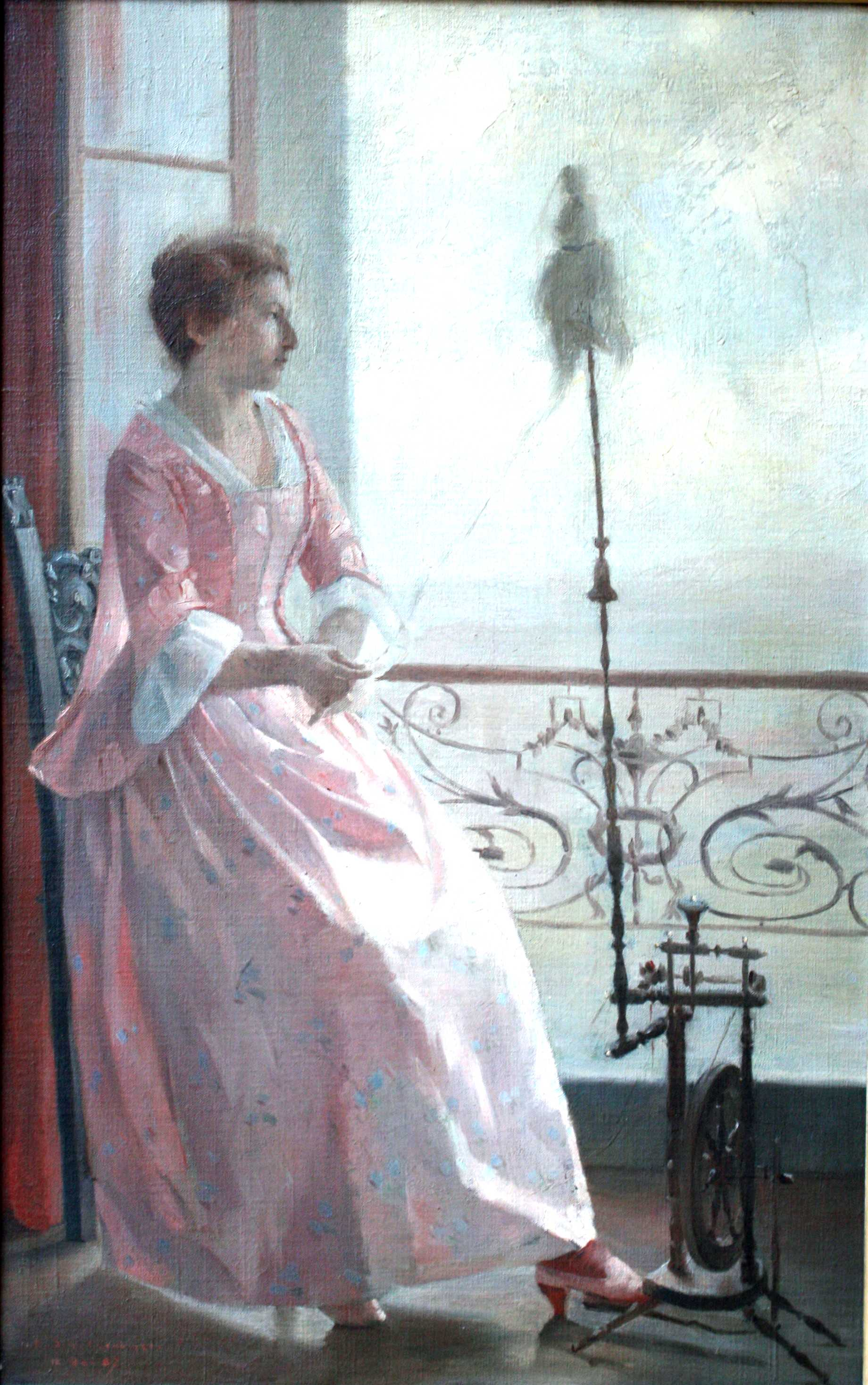
Dipinto di René Schützenberger, 1887 collezione privata

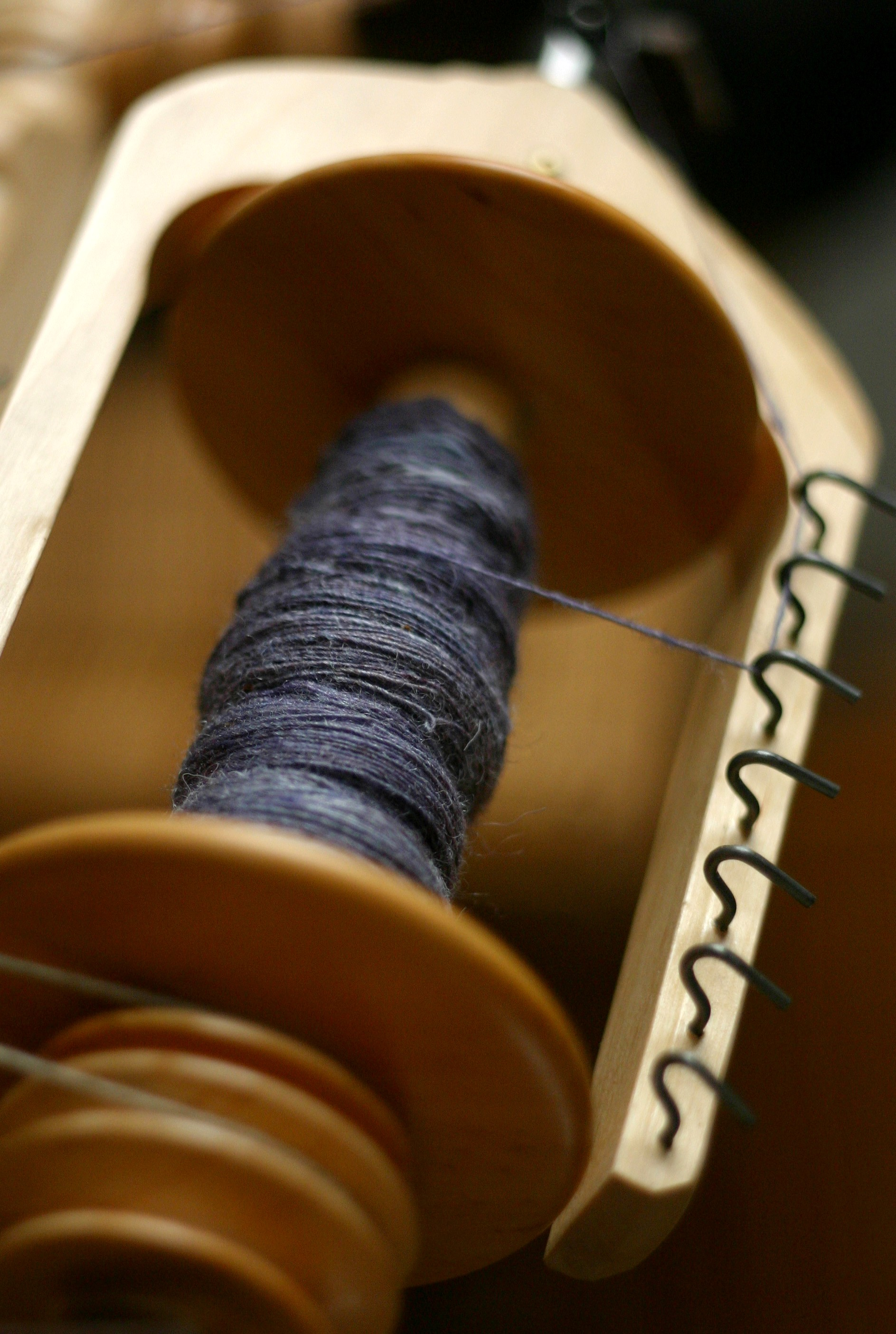
Dispositivo di filatura: rocchetto e pulegge tra le due alette dell'aspo, quella di destra a gancetti

Il filatoio ad alette è un macchinario usato per filare, detto anche filerina o impropriamente arcolaio. Evoluzione della più semplice ruota per filare.

## Struttura
Il filatoio è un apparecchio realizzato in legno, dotato di una girella azionata da un pedale che, collegata da una cinghia all'aspo, dà la rotazione al rocchetto su cui si avvolge il filo e alle alette che provvedono a distribuirlo regolarmente sul rocchetto.
Preparato a mano un pezzetto di filo, torcendo le fibre, si attacca il capo del filo al rocchetto dopo averlo fatto passare nel foro in testa all'aspo. La torsione impressa dal rocchetto con il combinato ruotare delle alette provocano oltre che la ritorcitura delle fibre, con la conseguente formazione del filo, anche il trascinamento del filo appena fatto, che si va a depositare sul rocchetto.
La velocità della lavorazione è data dalla frequenza con cui si aziona il pedale e conseguentemente dall'abilità del filatore nel fornire sufficiente e regolare quantità di fibre al trascinamento dell'aspo. Il pregio del filato è dato dalla sua regolarità, quindi, oltre che una buona preparazione delle fibre con la cardatura, è l'abilità del filatore nel porgere costantemente la giusta quantità di fibre alla torsione che determina la buona riuscita del lavoro. Se non è sufficientemente veloce si avrà la rottura del filo, se lo è troppo si otterranno ispessimenti o grumi.